# Pithecellobium gummiferum
Pithecellobium gummiferum är en ärtväxtart som beskrevs av Carl Friedrich Philipp von Martius. Pithecellobium gummiferum ingår i släktet Pithecellobium och familjen ärtväxter. Inga underarter finns listade i Catalogue of Life.